# MS73
De MS73 was een type treinstel van de NMBS. De treinstellen maakten deel uit van de klassieke motorstellen, waarvan er tussen 1939 en de jaren 1970 ongeveer 500 op het spoor verschenen.
De productie van de MS73 spreidde zich over de jaren 1973, 1974, 1978 en 1979 en is gebaseerd op het type MS54 en MS55. Deze stellen kunnen 140 km/u rijden. Deze serie was opgedeeld in 4 reeksen, de MS73 (677-706), MS74 (707-730), MS78 (731-756) en MS79 (757-782).
Oorspronkelijk waren de stellen groen; in de jaren 90 werden ze bordeaux gekleurd. Begin de jaren 2000 werden de stellen gemoderniseerd en werd hun interieur helemaal opnieuw opgebouwd. Sommige stellen kregen in de jaren 2010 en 2020 een 'New Look 3'-laag.
In 2006-2008 zijn MS73 (677 t/m 683) en MS74 (alle behalve 709 en 716) gemoderniseerd tot MSCR. Sinds 2019 zijn de stellen van deze kleur ontdaan.
In 2014-2015 werden de meeste stellen van deze serie uit dienst genomen door de komst van de MS08-stellen. De jaren nadien werden nog aantal stellen uit dienst gehaald. En sinds 2022 worden er opnieuw systematisch stellen uit dienst genomen door de komst van de M7-rijtuigen.  
7 februari 2024 ging de 731 buiten dienst als laatste motorstel van deze serie.  